# Coupe du monde de BMX 2024
Navigation
2023 2025
La 22e édition de la Coupe du monde de BMX (racing) a lieu du 10 février au 28 avril 2024.
Cette année, six manches sont organisées dans trois villes.

## Hommes élites

### Résultats
| #  | Lieu     | Date       | Vainqueur     | Deuxième      | Troisième      | Leader du classement général |
| -- | -------- | ---------- | ------------- | ------------- | -------------- | ---------------------------- |
| 1. | Rotorua  | 10 février | Romain Mahieu | Joris Daudet  | Simon Marquart | Romain Mahieu                |
| 2. | Rotorua  | 11 février | Joris Daudet  | Cédric Butti  | Niek Kimmann   | Joris Daudet                 |
| 3. | Brisbane | 24 février | Izaac Kennedy | Ross Cullen   | Jeremy Smith   | Joris Daudet                 |
| 4. | Brisbane | 25 février | Kye Whyte     | Cédric Butti  | Carlos Ramírez | Cédric Butti                 |
| 5. | Tulsa    | 27 avril   | Niek Kimmann  | Izaac Kennedy | Cédric Butti   | Cédric Butti                 |
| 6. | Tulsa    | 28 avril   | Niek Kimmann  | Izaac Kennedy | Kamren Larsen  | Izaac Kennedy                |

### Classement général
| Pos | Coureur         | Pays            | Total |
| --- | --------------- | --------------- | ----- |
| 1   | Izaac Kennedy   | Australie       | 1787  |
| 2   | Cédric Butti    | Suisse          | 1764  |
| 3   | Niek Kimmann    | Pays-Bas        | 1456  |
| 4   | Kamren Larsen   | États-Unis      | 1178  |
| 5   | Simon Marquart  | Suisse          | 1172  |
| 6   | Carlos Ramírez  | Colombie        | 1143  |
| 7   | Joris Daudet    | France          | 1104  |
| 8   | Kye Whyte       | Grande-Bretagne | 1026  |
| 9   | Jérémy Rencurel | France          | 948   |
| 10  | Jeremy Smith    | États-Unis      | 899   |

## Hommes espoirs

### Résultats
| #  | Lieu     | Date       | Vainqueur         | Deuxième          | Troisième         | Leader du classement général |
| -- | -------- | ---------- | ----------------- | ----------------- | ----------------- | ---------------------------- |
| 1. | Rotorua  | 10 février | Jack Greenough    | Bennett Greenough | Noah Elton        | Jack Greenough               |
| 2. | Rotorua  | 11 février | Bennett Greenough | Oliver Moran      | Joshua Jolly      | Bennett Greenough            |
| 3. | Brisbane | 24 février | Jesse Asmus       | Oliver Moran      | Marco Radaelli    | Oliver Moran                 |
| 4. | Brisbane | 25 février | Oliver Moran      | Marcus Leth       | Bennett Greenough | Oliver Moran                 |
| 5. | Tulsa    | 27 avril   | Jordan Callum     | Tasman Wakelin    | Joshua Jolly      | Oliver Moran                 |
| 6. | Tulsa    | 28 avril   | Oliver Moran      | Jesse Asmus       | Jordan Callum     | Oliver Moran                 |

### Classement général
| Pos | Coureur           | Pays             | Total |
| --- | ----------------- | ---------------- | ----- |
| 1   | Oliver Moran      | Australie        | 719   |
| 2   | Bennett Greenough | Nouvelle-Zélande | 622   |
| 3   | Jesse Asmus       | Australie        | 527   |
| 4   | Jordan Callum     | Australie        | 494   |
| 5   | Joshua Jolly      | Australie        | 460   |
| 6   | Federico Capello  | Argentine        | 432   |
| 7   | Jack Greenough    | Nouvelle-Zélande | 420   |
| 8   | James Williams    | États-Unis       | 417   |
| 9   | Marco Radaelli    | Italie           | 370   |
| 10  | Marcus Leth       | Danemark         | 306   |

## Femmes élites

### Résultats
| #  | Lieu     | Date       | Vainqueur       | Deuxième         | Troisième        | Leader du classement général |
| -- | -------- | ---------- | --------------- | ---------------- | ---------------- | ---------------------------- |
| 1. | Rotorua  | 10 février | Saya Sakakibara | Laura Smulders   | Beth Shriever    | Saya Sakakibara              |
| 2. | Rotorua  | 11 février | Saya Sakakibara | Beth Shriever    | Manon Veenstra   | Saya Sakakibara              |
| 3. | Brisbane | 24 février | Zoé Claessens   | Saya Sakakibara  | Manon Veenstra   | Saya Sakakibara              |
| 4. | Brisbane | 25 février | Zoé Claessens   | Saya Sakakibara  | Alise Willoughby | Saya Sakakibara              |
| 5. | Tulsa    | 27 avril   | Saya Sakakibara | Manon Veenstra   | Alise Willoughby | Saya Sakakibara              |
| 6. | Tulsa    | 28 avril   | Saya Sakakibara | Alise Willoughby | Sienna Pal       | Saya Sakakibara              |

### Classement général
| Pos | Coureuse         | Pays            | Total |
| --- | ---------------- | --------------- | ----- |
| 1   | Saya Sakakibara  | Australie       | 2860  |
| 2   | Manon Veenstra   | Pays-Bas        | 1996  |
| 3   | Alise Willoughby | États-Unis      | 1880  |
| 4   | Beth Shriever    | Grande-Bretagne | 1488  |
| 5   | Zoé Claessens    | Suisse          | 1273  |
| 6   | Molly Simpson    | Canada          | 1270  |
| 7   | Felicia Stancil  | États-Unis      | 1134  |
| 8   | Merel Smulders   | Pays-Bas        | 948   |
| 9   | Lauren Reynolds  | Australie       | 947   |
| 10  | Mariana Pajón    | Colombie        | 911   |

## Femmes espoirs

### Résultats
| #  | Lieu     | Date       | Vainqueur         | Deuxième          | Troisième      | Leader du classement général |
| -- | -------- | ---------- | ----------------- | ----------------- | -------------- | ---------------------------- |
| 1. | Rotorua  | 10 février | Teya Rufus        | Ava Corley        | Jui Yabuta     | Teya Rufus                   |
| 2. | Rotorua  | 11 février | Ava Corley        | Isabell May       | Teya Rufus     | Ava Corley                   |
| 3. | Brisbane | 24 février | Teya Rufus        | Isabell May       | Aiko Gommers   | Teya Rufus                   |
| 4. | Brisbane | 25 février | Teya Rufus        | Isabell May       | Emily Hutt     | Teya Rufus                   |
| 5. | Tulsa    | 27 avril   | Teya Rufus        | Grecia Cristodulo | Valerie Vossen | Teya Rufus                   |
| 6. | Tulsa    | 28 avril   | McKenzie Gayheart | Sabina Koŝárková  | Sharid Fayad   | Teya Rufus                   |

### Classement général
| Pos | Coureuse          | Pays            | Total |
| --- | ----------------- | --------------- | ----- |
| 1   | Teya Rufus        | Australie       | 849   |
| 2   | Isabell May       | Australie       | 651   |
| 3   | Veronika Stūriška | Lettonie        | 428   |
| 4   | Emily Hutt        | Grande-Bretagne | 422   |
| 5   | Sabina Koŝárková  | Tchéquie        | 379   |
| 6   | Jui Yabuta        | Japon           | 325   |
| 7   | Aiko Gommers      | Belgique        | 321   |
| 8   | Teigen Pascual    | Canada          | 312   |
| 9   | Ava Corley        | États-Unis      | 307   |
| 10  | Mariane Beltrando | France          | 235   |